# Ohad Knoller
Ohad Knoller (Tel Aviv, 28 settembre 1976) è un attore israeliano.

## Filmografia
- Under the Domim Tree, regia di Eli Cohen (1994)
- Yossi & Jagger, regia di Eytan Fox (2002)
- Delusions, regia di Etsion Nimrod (2004)
- Shnat Effes, regia di Joseph Pitchhadze (2004)
- Munich, regia di Steven Spielberg (2005)
- The Bubble, regia di Eytan Fox (2006)
- Beaufort, regia di Joseph Cedar (2007)
- Redacted, regia di Brian De Palma (2007)
- Ha-Sippur Shel Yossi, regia di Eytan Fox (2012)
- Sognare è vivere (A Tale of Love and Darkness), regia di Natalie Portman (2015)
- Operation Finale, regia di Chris Weitz (2018)
- Golda, regia di Guy Nattiv (2023)